# 猪飼周平
猪飼 周平（いかい しゅうへい、1971年 - ）は、日本の社会科学者。一橋大学大学院社会学研究科教授。専門は医療政策、社会政策、社会福祉学、比較医療史。社会政策学会奨励賞受賞。
20世紀を「病院の世紀」と呼び、病院を中核とする医療供給システムが転換を迫られていることを明らかにした。
父は歴史学者の猪飼隆明。

## 略歴
- 1989年 麻布高等学校卒業[2]
- 1994年 東京大学経済学部卒業[3]
- 1997年 東京大学大学院経済学研究科修士課程修了[3]
- 2001年
  - 東京大学大学院経済学研究科博士課程単位取得退学[3]
  - 佐賀大学経済学部専任講師[3]
- 2002年 佐賀大学経済学部助教授[3]
- 2005年1月-3月 オックスフォード・ブルックス大学客員教授[3]
- 2006年2月-7月 オックスフォード・ブルックス大学客員教授[3]
- 2007年 一橋大学大学院社会学研究科総合社会科学専攻准教授[3]
- 2011年 社会政策学会奨励賞受賞[3]
- 2013年 一橋大学大学院社会学研究科総合社会科学専攻教授[3]

## 著作
単著
- 『病院の世紀の理論』有斐閣、2010年

編著
- 『羅針盤としての政策史――歴史研究からヘルスケア・福祉政策の展望を拓く』勁草書房、2019年

共著・その他
- 『福祉社会の歴史――伝統と変容』ミネルヴァ書房、2005年 佐口和郎・中川清編
- 『分別される生命――20世紀社会の医療戦略』法政大学出版局、2008年 川越修・鈴木晃仁編
- 『メディカルタウンの住まい方』30年後の医療の姿を考える会、2011年 30年後の医療の姿を考える会編
- 『医療白書2012年版――地域包括ケア時代に迫られる、病院"大再編"と地域医療"大変革"』日本医療企画、2012年 ヘルスケア総合政策研究所企画・編集・制作
- 『地域連携論――医療・看護・介護・福祉の協働と包括的支援』オーム社、2013年 高橋紘士・武藤正樹編